# Stahlwerk Thüringen GmbH - SWT
A Steel Steel Mill Thüringen GmbH (grafia correta: STAHLWERK Thüringen GmbH ) é uma empresa com sede em Unterwellenborn, na Turíngia, que remonta ao século XIX, fundada em Maxhütte. Após o fecho da usina de aço e laminação em 1992 e a modernização de 1992 a 1995, a fábrica de aço elétrico de hoje com uma planta de lingotamento contínuo de perfis foi estabelecida no local em 1995. 
Os primórdios da empresa remontam à siderúrgica e laminadora Maxhütte, fundada em 1872, que foi comissionada como uma filial da Maxhütte em Sulzbach-Rosenberg no Alto Palatinado .
Em 9 de abril de 1992, o grupo siderúrgico de Luxemburgo ARBED adquiriu a área central de Maxhütte em Unterwellenborn, na Turíngia, com a linha seccional de aço combinada, que foi colocada em operação em 1985. Em 1º de julho de 1992, a Stahlwerk Thüringen GmbH foi fundada como uma nova empresa. A modernização do site começou. Em fevereiro de 1995 entrou em operação a nova aciaria elétrica com lingotamento contínuo.
De 2007 a 2012 a empresa pertenceu ao espanhol Grupo Alfonso Gallardo.
Em fevereiro de 2012, a CSN Steel SL, subsidiária da brasileira Companhia Siderúrgica Nacional , adquiriu a usina siderúrgica da Turíngia por um preço de compra de 482,5 milhões de euros. 
Os produtos da empresa incluem vigas IPE e HE, perfis U e UPE e travessas de aço. No total, a siderúrgica da Turíngia produz mais de 200 perfis de acordo com várias normas nacionais e internacionais.
 https://+www.stahlwerk-thueringen.de
1. ↑  «Startseite Stahlwerk Thüringen». STAHLWERK Thüringen GmbH. Consultado em 9 de outubro de 2020